# Mantispa transversa
Mantispa transversa is een insect uit de familie van de Mantispidae, die tot de orde netvleugeligen (Neuroptera) behoort. 
Mantispa transversa is voor het eerst wetenschappelijk beschreven door Stitz in 1913.